# Cruden Bay
För andra betydelser, se Cruden Bay (olika betydelser).
Cruden Bay är en by i Aberdeenshire i Skottland. Byn är belägen 182,5 km 
från Edinburgh. Orten har 1 560 invånare (2016).